# ビリー・ジョエルのスペシャルバイク
ビリー・ジョエルのスペシャルバイク（原題: Billy Joel Bike）は、アメリカンチョッパーのシーズン3のエピソードで、オリジナルはディスカバリーチャンネルから2006年4月24日に放送された。日本では字幕版として2006年8月20日に放送されている。この放送で終了20分頃から字幕が表示されなくなった。終了10分頃には字幕障害で待機してほしいとのメッセージが表示されたが、結局最後まで字幕が現れる事がなかった。これは7月19日に放送されたコネクト以来の放送事故である。

## ストーリー
ビリー・ジョエルからオリジナルのインディアンバイクをオーダーされる。間違えた色の塗装をされてしまうミスが起きた隣ではマイケル達は要望に反する鍵盤付きのバイクを作っていた。このバイクは2006年1月10日にニューヨークで行われたコンサートにポール家と出演し、シニアがバイクに乗った状態で披露された。